# کریستوفر دومولین
کریستوفر دومولین (انگلیسی: Christophe Dumolin؛ زادهٔ ۴ ژانویهٔ ۱۹۷۳) بازیکن فوتبال اهل فرانسه است.